# Dottor Faust
Il Dottor Faust o Dottor Faustus, in lingua tedesca Doktor Faust o Doktor Faustus, in forma abbreviata Faust, Faustus e talvolta italianizzato in Fausto, è il protagonista di un racconto popolare tedesco che è stato usato come base per numerose opere di fantasia. Il racconto riguarda il destino di un alchimista chiamato Faust il quale, nella sua continua ricerca di conoscenze avanzate o proibite delle cose materiali, invoca il diavolo (rappresentato da Mefistofele), che si offre di servirlo per un periodo di tempo, in tutto ventiquattro anni, e al prezzo della sua anima gli consentirà la conoscenza assoluta.
Il tedesco Johann Spies scrisse il volume in prosa Historia von D. Iohan Fausten (meglio noto come Faustbuch, il "libro di Faust") intorno al 1570 e lo pubblicò nel 1587. Il testo latino fu tradotto in tedesco intorno al 1572, in un inedito che successivamente venne tradotto e adattato in inglese da un ignoto "P. F., Gent[iluomo]" come The Historie of the Damnable Life, and Deserved Death of Doctor Iohn Faustus ("La storia della vita dannata e della meritata morte del Dottor Iohn Faustus"), di cui è sopravvissuta un'edizione del 1592. Quest'opera fu la base dapprima dell'opera teatrale di Christopher Marlowe La tragica storia del Dottor Faust (pubblicata attorno al 1600) e a sua volta ispirò poi il Faust di Goethe, considerata la più importante tra le opere ispirate al racconto.

## Origini storiche

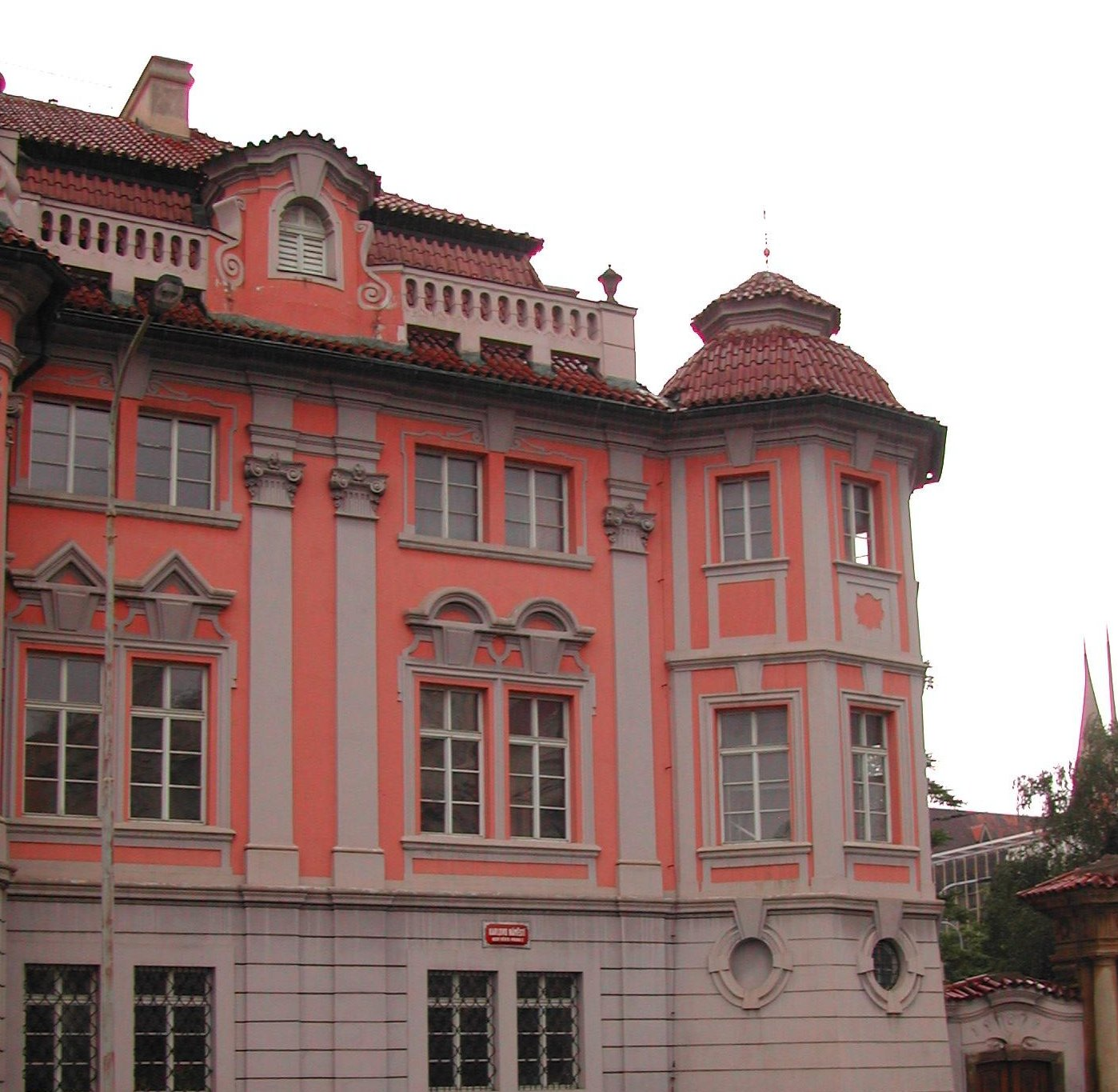
La casa del dottor Faust a Praga

Il racconto ha una possibile base nel Dottor Johann Georg Faust (circa 1480-1540), che nacque nel villaggio di Knittlingen (Württemberg) e ottenne una laurea all'Università di Heidelberg nel 1509. Questa identificazione non è certa, e potrebbe essere semplicemente un caso che il nome di Faust sia stato collegato ad alcuni racconti leggendari su uno o più alchimisti ciarlatani (alcuni dicono "astrologi e necromanti"), condotti a dannazione da orgoglio, vanità e dal vile trafficare.
La cattiva reputazione di "Faust" divenne leggendaria quando, mentre era in prigione, in cambio di vino «...si offrì di mostrare ad un cappellano come rimuovere i peli dalla faccia senza usare un rasoio; il cappellano procurò il vino e Faustus diede al cappellano un unguento all'arsenico, che rimosse non solo i peli, ma anche la carne».
Un'altra ispirazione plausibile per il Doctor Faustus di Marlowe è John Dee (1527-1609), che praticava forme di alchimia e scienza e sviluppò la cosiddetta magia enochiana.
Il Doctor Faustus di Marlowe sembra basato quasi interamente sulla traduzione del 1592 di "P.F.", con un prestito aggiuntivo dall'Acts and Monuments di John Foxe, negli scambi tra papa Adriano IV e un papa rivale.
Il tòpos del "Patto col diavolo" è una diffusa eredità culturale.

## Influenze nella cultura

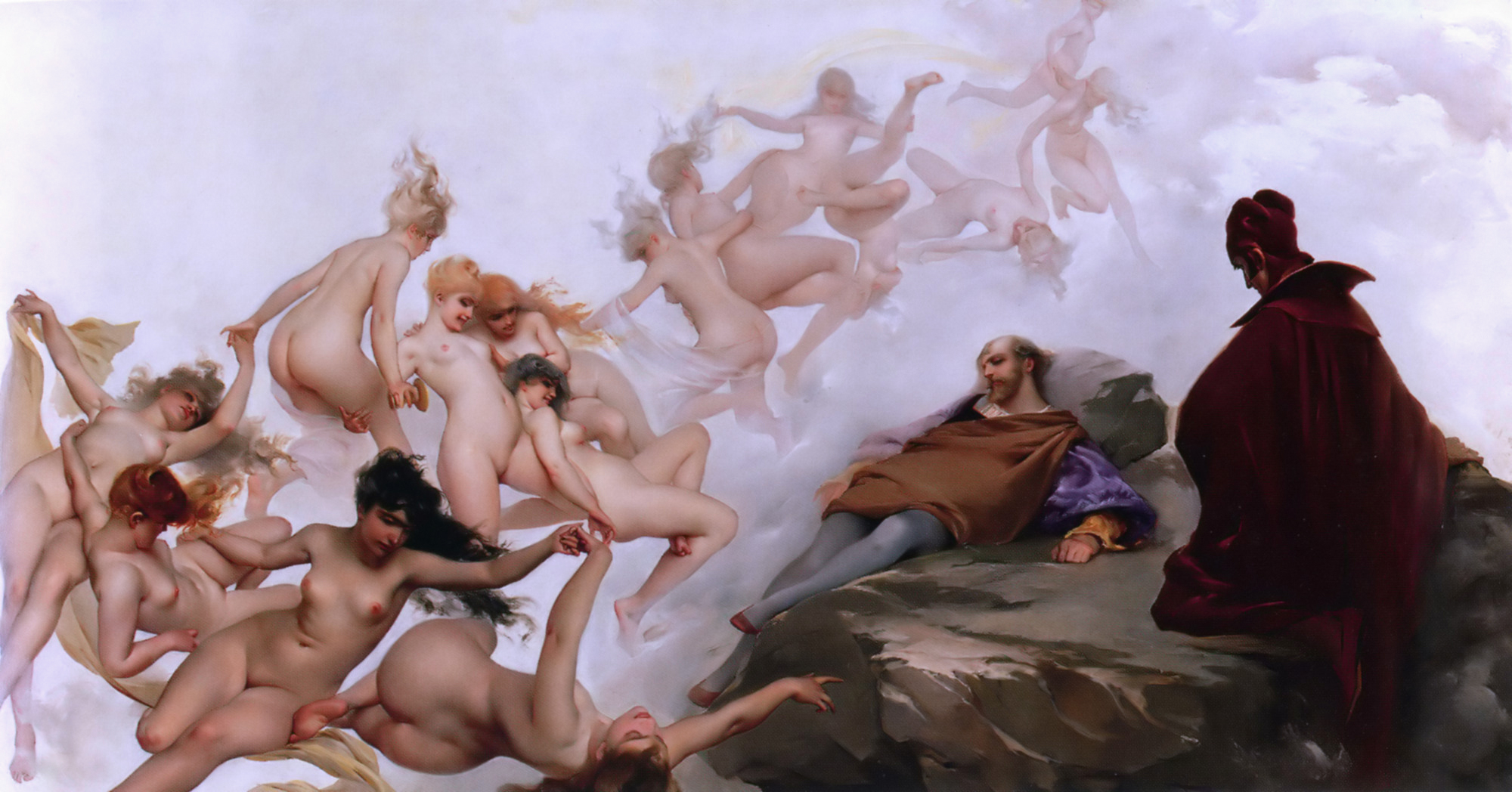
La Visione di Faust, dipinto di Luis Ricardo Falero (1880)

(Dino Campana, 1914, Canti orfici, La notte)

### Versioni letterarie

#### Drammaturgia
- Christopher Marlowe, The Tragical History of Doctor Faustus (ca. 1590)
- Pedro Calderón de la Barca, Il mago dei prodigi (1637)
- Gotthold Ephraim Lessing, D. Faust (frammenti) (1755)
- Johann Wolfgang von Goethe, Urfaust (1772-1775)
- Johann Wolfgang von Goethe, Faust, Prima parte (1808)
- Johann Wolfgang von Goethe, Faust, Seconda parte (1832)
- Nikolaus Lenau, Faust (1836)
- Gertrude Stein, Il Dottor Faust accende le luci
- Mark Ravenhill, Faust is Dead
- Dorothy L. Sayers, The Devil to Pay (1939)
- Paul Valéry, Il mio Faust (Mon Faust) (1946) (postumo; incompleto)
- Il Faust di Blegdamsvej (dalla via in cui si trovava l'Istituto di Fisica), una parodia messa in scena nel 1932 dagli studenti di Niels Bohr, con personaggi ispirati a famosi fisici e Gretchen (Margherita) al neutrino. Il testo, tradotto in italiano, si trova nel libro di George Gamow, Trent'anni che sconvolsero la fisica.
- Tommaso Landolfi, Faust '67 (1969)
- Michel de Ghelderode, La morte del dottor Faust (1936)
- Edoardo Sanguineti, Faust. Un travestimento.(1985)
- Edgar Brau, Faust (2012)

#### Narrativa
- Anonimo (editore Johann Spies), Historia von D. Iohan Fausten (Storia del dottor Faust ben noto mago e negromante) (1587): questa è la prima versione stampata della storia.
- Friedrich Maximilian Klinger, Fausts Leben, Thaten und Höllenfahrt (Vita, gesta e discesa all'inferno di Faust), 1791
- Adelbert von Chamisso, Storia straordinaria di Peter Schlemihl (Peter Schlemihls wundersame Geschichte, 1814)
- Tom Holt, Faust Among Equals
- Thomas Mann, Doctor Faustus (1947)
- Terry Pratchett, Eric (parodia del tema del patto con il diavolo, dell'Odissea, dell'Inferno e delle idee di management).
- Michael Swanwick, Jack Faust
- Ivan Turgenev, Faust (1856)
- Douglass Wallop, The Year the Yankees Lost the Pennant
- Zoran Živković's Time-gifts
- Valery Bryusov, The Fiery Angel: la scena della taverna del Faust, Parte 1 di Goethe, si raccorda al resto della storia di Bryusov.
- Michail Afanas'evič Bulgakov, Il maestro e Margherita (elaborazione: 1928–1940)
- Ed Kleiman, North End Faust,
- Stephen King, Cose preziose
- Nel romanzo di Jeanne Kalogridis Il signore dei vampiri (ultimo capitolo della trilogia I diari della famiglia Dracula), Vlad III di Valacchia stringe con l'Oscuro Signore un patto molto simile a quello di Faust con il diavolo, per diventare un vampiro e quindi, immortale.
- Stephen King, Christine - La macchina infernale
- Clive Barker, Schiavi dell'Inferno
- Il "Faust" di Goethe. Antologia critica, A cura di Fausto Cercignani - Enrico Ganni, LED Edizioni Universitarie, Milano, 1993, ISBN 88-7916-036-2

#### Poesia
- Nikolaus Lenau, Faust
- Heinrich Heine, Der Doktor Faust
- Carol Ann Duffy, Mrs Faust
- Fernando Pessoa, Faust

#### Musica
- Christian Dietrich Grabbe, Don Juan und Faust - Eine Tragödie in vier Akten (1829)
- Alfred Jarry, Gesta e opinioni del dottor Faustroll, patafisico (1911)
- Franz Schubert, Gretschen am Spinnrade: [senza fonte]
- Charles Maturin, Melmoth the Wanderer (1820): il protagonista ha fatto un patto con il diavolo e vaga per il mondo cercando di liberarsene.

### Versioni musicali

#### Opera
- Louis Spohr, Faust (1816)
- Arrigo Boito, Mefistofele (1868)
- Havergal Brian, Faust
- Ferruccio Busoni, Doktor Faust (1916-25)
- Berlioz, La damnation de Faust (1846)
- Hervé, Le Petit Faust (operetta, 1869)
- Charles Gounod, Faust (1859)
- Sergej Prokof'ev, L'angelo di fuoco (include i personaggi di Faust e Mefistofele) - (1919-1926)
- Alfred Schnittke, Historia von D. Johann Fausten
- Ludwig Spohr, Faust
- Heinrich Zoellner, Faust
- Igor' Fëdorovič Stravinskij, The Rake's Progress (1951)

#### Altre forme musicali
- Charles-Valentin Alkan, secondo movimento della Grande Sonata, op. 33 (pubblicata nel 1848)
- Hector Berlioz, La dannazione di Faust (1845-46) (talvolta rappresentata in forma scenica)
- Hector Berlioz, Huit scènes de Faust
- Ludwig van Beethoven, Op. 75, n. 3 (1809) Canzone - dal Faust di Goethe: "Es war einmal ein König"
- Franz Liszt, Faust-Symphonie (1854-57), i Mephisto Valzer e la sonata in si minore (1853)
- Gustav Mahler, Sinfonia n. 8 (1906-07)
- Modest Petrovič Musorgskij: "Canto della pulce di Mefistofele", una versione della canzone che Mefistofele canta nella scena della taverna del Faust Parte I di Goethe.
- Alfred Schnittke, Faust Cantata (1982-83)
- Franz Schubert, Gretchen am Spinnrade, Lied (1814)
- Robert Schumann, Scene dal Faust di Goethe (completata nel 1853; rappresentata in forma scenica al Teatro Regio di Parma nel 2008)
- Richard Wagner, Faust ouverture (1840, originalmente intesa come primo movimento di una sinfonia intitolata Faust)
- La canzone Faust di Art Zoyd.
- La canzone Dktr Faustus dei The Fall (1986), nota anche come Faust Banana.
- L'album La Masquerade Infernale (1997) del gruppo Avant-garde/progressive black metal Arcturus, allude al racconto ed è dedicato allo "spirito Faustiano".
- Gli album Epica (2003) e The Black Halo (2005) del gruppo di power metal Kamelot, sono liberamente ispirati al Faust.
- L'album Dr. Faust degli Aton's (1994) è liberamente ispirato al Faust di Goethe.
- Il musical Foster, incorporato nel film Il fantasma del palcoscenico di Brian De Palma.
- Il brano Absinthe with Faust del gruppo di Gothic Black Metal Cradle Of Filth è ispirato al racconto di Faust.
- Faust (2000) Album del gruppo Progressive Rock Minstrel

### Arti figurative
- Le litografie di Eugène Delacroix sul Faust[senza fonte]

### Cinema
- Michel Carré, Faust et Marguerite (1897)
- Faust (1926), regia di Friedrich Wilhelm Murnau
- La bellezza del diavolo (1949), regia di René Clair
- Vincente Minnelli, Spettacolo di varietà (1953): uno dei personaggi vuole realizzare una versione musical del Faust.
- Faust regia Peter Gorski e, non accreditato, Gustaf Gründgens (1960)
- Brian De Palma, Il fantasma del palcoscenico (1974): oltre che a temi tratti dal Fantasma dell'Opera, questo film contiene il tema del patto diabolico.
- Stephen King, Cose preziose (1993)[senza fonte]
- Jan Švankmajer, Lesson Faust (1994)[senza fonte]
- Secondo quanto dichiarato da George Lucas,[3] si ispira alla figura di Faust anche lo sviluppo di Anakin Skywalker (Dart Fener) nell'esalogia di Guerre stellari.
- Terry Gilliam, Parnassus - L'uomo che voleva ingannare il diavolo (2009): il protagonista stipula più di un patto col diavolo legandolo a delle scommesse.
- Aleksandr Sokurov, Faust Leone d'Oro a Venezia (2011)

### Televisione
- Streghe, terza serie puntata numero 12 "Wrestling con i demoni", il personaggio di Leo (Brian Krause) cita il "patto faustiano".

### Musical
- Randy Newman, Faust
- Damn Yankees[senza fonte]

### Fumetti
- La storia a fumetti intitolata Faust è la trasposizione fedele dell'opera originale. Firmata da Federico Pedrocchi, Gustavo Rosso, Rino Albertarelli e Franco Chiletto, risale al 1939. È stata ripubblicata sulla rivista Linus nel 1973.
- Il Dottor Paperus è la parodia del Faust che coinvolge i personaggi della Disney. Risalente al 1958, è firmata da due maestri della scuola di Rapallo, Carlo Chendi (sceneggiatura) e Luciano Bottaro (disegni). La parodia ha avuto un seguito nel 1999, "Paperino e il seguito della storia".
- Una serie a fumetti dal titolo Faust venne pubblicata negli anni '80 e '90 dall'artista Tim Vigil e dallo scrittore David Quinn. La storia segue una trama simile alla celebre leggenda, ma in versione aggiornata e dai connotati vagamente "supereroistici": protagonista è un pittore di nome John Jaspers che, desideroso di ottenere una grande conoscenza tramite la sua arte pittorica, vende l'anima ad un criminale di nome M (in realtà Mefistofele sotto sembianze umane), pagando tale gesto con la trasformazione in una sanguinaria e demoniaca creatura che vive solo per uccidere. Il fumetto venne in origine pubblicato dalla Rebel Studios, una casa indipendente, ma venne in seguito acquistato dalla Avatar Press e ne vennero creati alcuni sequel e spin-off. Tale serie è caratterizzata da un alto tasso di violenza e contenuti sessuali estremamente espliciti. Nel 2001 il regista Brian Yuzna ne ha tratto una pellicola con una trama leggermente differente (Jaspers vende l'anima a M per vendetta, in quanto la sua fidanzata viene uccisa da un gruppo di criminali).
- Il Dottor Faustus è anche un personaggio dei fumetti Marvel Comics; è un folle psichiatra abile nel lavaggio del cervello ed in tempi recenti ha aiutato il Teschio Rosso a uccidere Capitan America. Non ha nulla a che fare con il maligno, sebbene la Marvel abbia una sua versione di Mefistofele, Mefisto, che ha stipulato un patto con Peter Parker alias l'Uomo Ragno.
- Faust è il nome di uno dei personaggi del manga Shaman King, un ragazzo con conoscenze mediche che usufruisce, come il Faust letterario e, nel fumetto, come il suo antenato Faust I (quello del fumetto è Faust VIII) di abilità necromantiche. È ossessionato dalla scomparsa della sua fidanzata e desidera vincere lo Shaman Fight allo scopo di portarla di nuovo in vita.
- Spawn, il celebre antieroe dei fumetti creato da Todd McFarlane ha una storia molto simile a quella di Faust, ma rielaborata in chiave moderna: ha venduto la sua anima a Malebolgia per rivedere la donna che ama, ma è ingannato dal demone.
- Il manga Devilman (di Gō Nagai) presenta vaghe analogie con la storia di Faust, con le dovute differenze: il protagonista (Akira Fudo) non vende il suo corpo al diavolo per un proprio tornaconto personale, ma per una nobile causa (salvare il genere umano dalla minaccia dei demoni).
- Nel manga Berserk (di Kentarō Miura) chi entra in possesso del Bejelit può stipulare un patto con la Mano di Dio non molto diverso da quello del classico patto con il Diavolo: la possibilità di divenire un essere superiore (un Apostolo) in cambio dell'anima e del corpo delle persone a cui si è legati; l'esempio più importante è costituito da Grifis, che in cambio del sacrificio dei suoi uomini e dei suoi amici, rinasce come quinto membro della Mano di Dio.
- La storia di Sasuke Uchiha, co-protagonista del manga e anime Naruto (di Masashi Kishimoto), ha molti punti in comune con quella di Faust: il ragazzo difatti, desideroso di vendetta nei confronti del fratello Itachi, arriva a vendersi al malvagio Orochimaru, al fine di ottenere il potere necessario a sconfiggere il potentissimo fratello.
- Il dottor Faust viene nominato nei fumetti "Ghost Rider" e "V per Vendetta", in contesti differenti.
- Nel manga Blue Exorcist (di Kazue Kato) il preside del ramo giapponese dell'Accademia della Vera Croce, Mephisto Pheles, prende chiaramente spunto da Mefistofele: non a caso egli si rivelerà essere un figlio di Satana. Inoltre il suo nome in pubblico è Johann Faust V.
- Nel manga Fairy Tail,Faust è l'antagonista principale della Saga di Edolas.
- Nel manga Black Butler (di Yana Toboso): Ciel Phantomhive, un ragazzino di dodici anni divenuto capofamiglia della nobile casata Phantomhive, stipula un contratto faustiano con un maggiordomo demoniaco di nome Sebastian Michaelis, obbligandolo a servirlo per tutta la vita.
- Nella trasposizione in anime del manga sovracitato, vi è una seconda entità demoniaca, anch'essa legata a un umano da un contratto, il cui nome, Claude Faustus, è chiaramente ispirato al Faust.
- Nel fumetto della Marvel Comics Ghost Rider vi è lo stipulamento di un contratto faustiano tra il protagonista e l'oscuro signore dei demoni, non a caso chiamato Mephisto.
- Nel manga Puella Magi Madoka Magica le protagoniste, facendo un contratto con Kyubey, possono esaudire un desiderio diventando in cambio maghe e separandosi dalla propria anima.
- "Soul cartel"

### Saggistica
- Bertrand Russell, A Free Man's Worship
- Leonardo Grassi, Preludi a un commento alla vita del Faust (1928) e il Commento alla vita di Faust (1932).

### Nome d'arte
"Minister Faust" è lo pseudonimo dello scrittore e attivista canadese Malcolm Azania; come Minister Faust, ha scritto il romanzo di fantascienza/satira sociale The Coyote Kings of the Space-Age Bachelor Pad.

## Filmografia

### Cinema
- La Damnation de Faust di Georges Méliès (1903)
- Faust (1910), regia di Henri Andréani, David Barnett e Enrico Guazzoni
- Faust (1915), diretto e interpretato da Edward Sloman
- Faust (1922), regia di Challis Sanderson
- Faust (1922), regia di Gérard Bourgeois
- Faust (1926), regia di Friedrich Wilhelm Murnau
- La bellezza del diavolo (1949), regia di René Clair
- Faust (1960), regia di Gustaf Gründgens
- Doctor Faustus (1967), regia di Richard Burton e Nevill Coghill
- Il mio amico il diavolo (1967), regia di Peter Cook e Dudley Moore
- Mephisto (1981), regia di István Szabó
- Faust (1994), regia di Jan Švankmajer
- Indiavolato (2000), regia di Harold Ramis
- Fausto 5.0 (2001), regia di Álex Ollé
- Faust (2001), regia di Brian Yuzna
- Parnassus - L'uomo che voleva ingannare il diavolo (2009), regia di Terry Gilliam, in cui il protagonista, dottor Parnassus, è liberamente ispirato alla figura di Faust
- Faust (2011), regia di Aleksandr Sokurov

### Televisione
- Il Fausto di Marlowe, (1978), regia di Leandro Castellani con Tino Buazzelli